# Черешово (област Смолян)
 Тази статия е за селото в Смолянско.  За другите села с това име вижте Черешово.  
Черешово (старо име: Кирзали) е село в Южна България. То се намира в община Смолян, област Смолян.

## География
Село Черешово се намира в планински район.

## История
В османски поименен регистър от 1841 година се посочва, че от Черешово (Киразли) е постъпил в армията един войник, което е косвено доказателство, че по това време в селото са живели помаци. По време на Илинденско-Преображенското въстание (1903 година) в село Черешово (Черешево) има 15 къщи. Според Любомир Милетич към 1912 година населението на село Черешово се състои от помаци. Към 1912 – 1913 година броят на помаците, живеещи в Черешово, е 110.